# Gary Hartstein

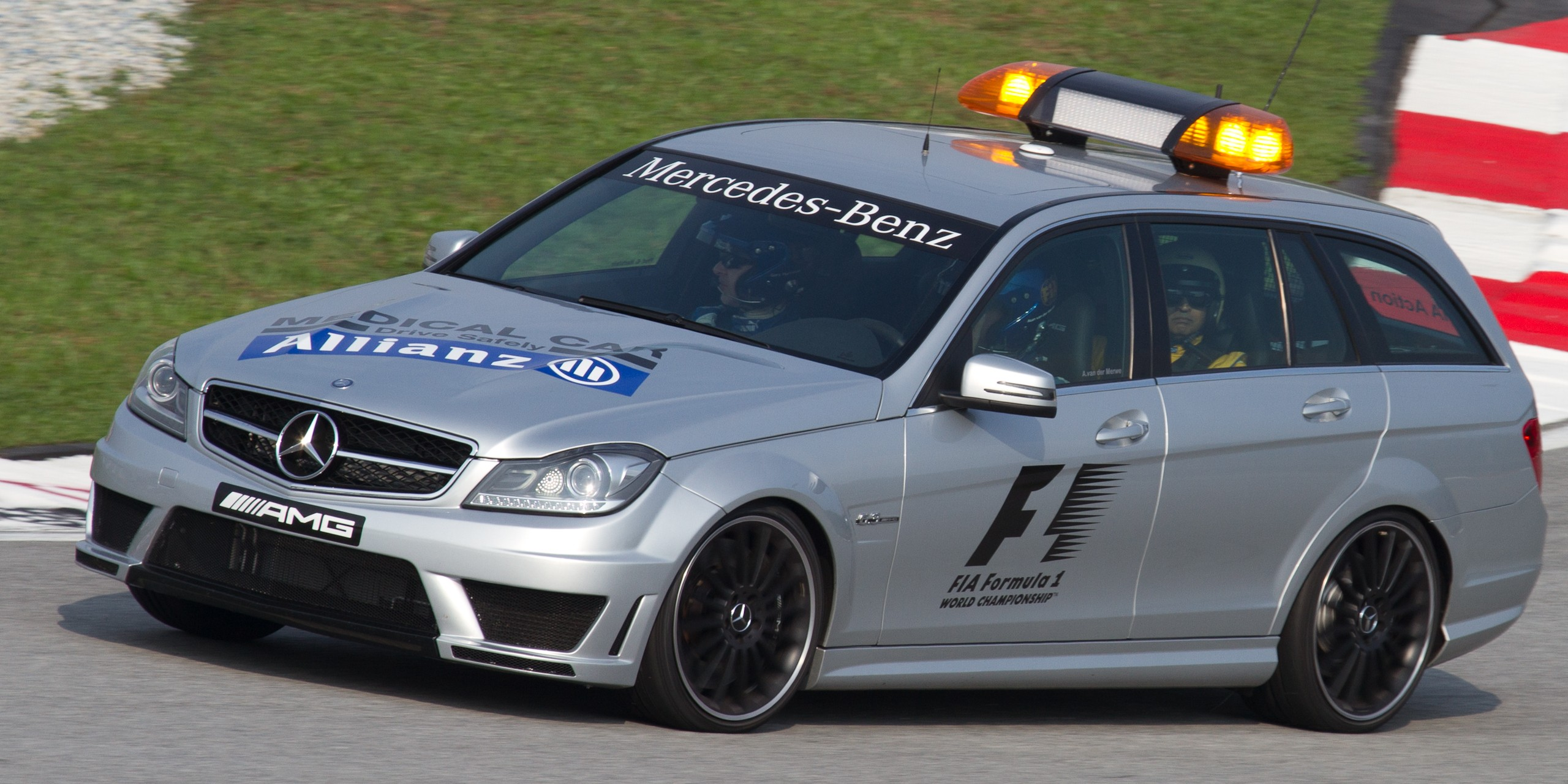
Das von Gary Hartstein eingesetzte Medical Car beim Großen Preis von Malaysia 2012

Gary Hartstein (* 17. Mai 1955 in Staten Island, USA) ist ein US-amerikanischer Arzt, Professor für Anästhesie und Notfallmediziner des Hochschulkrankenhauses in Lüttich, Belgien sowie ehemaliger Chefmediziner der FIA Formel-1-Weltmeisterschaft.
Nach Beendigung des Studiums an der Universität Rochester ging Hartstein in den 1970er Jahren nach Belgien, da es in den USA an Trainingspositionen mangelte. 1983 kehrte Hartstein nach New York in die Bronx zurück und spezialisierte sich am Einstein College der Medizin auf die Anästhesie.
Im Jahr 1989 wechselte Hartstein erneut nach Belgien, wo er in Spa-Francorchamps (u. a. beim Großen Preis von Belgien in der Formel 1) die Aufgaben eines Lokalmediziners bei Rennen übernahm. Im Jahr 1990 wurde Gary Hartstein dem Medical Car der Formel 1 von Professor Sid Watkins zugewiesen. Watkins und Hartstein verband eine feste Freundschaft. Im Januar 2004 erklärte Watkins, dass er sich aus der Formel 1 zurückziehen wolle. Hartstein wurde sein Nachfolger als Chefarzt der Formel 1. Am 14. November 2012 wurde bekannt, dass die FIA Hartsteins Vertrag nicht für die Formel-1-Saison 2013 verlängern würde.
Gary Hartstein lebt im belgischen Lüttich.